# 四川油气田
四川油气田是位于中国西南以四川盆地为中心的油气产区，是一个以天然气为主，石油为辅的资源开发区，面积约20万平方公里。主要驻扎单位是西南油气田公司。现有气田125个，油田12个。2022年，西南油气田公司年产石油约8万吨、天然气约380亿立方米。西南油气田公司计划2025年生产天然气500亿立方米。

## 历史
- 四川盆地是一个含油气盆地，远在宋代便在自贡境内利用天然气进行盐卤生产，是世界上最早利用天然气的地方。
- 1835年，自贡燊海井成为世界上第一口超千米深井，是中国古代钻井工艺成熟的标志。
- 从1930年代起，四川地区便开始了现代油气勘探与开发，至1950年代发现了小规模的油田和气田，但四川油气区已经为之后的胜利、河南、江汉等油田的开发储备了人才和技术经验。
- 1950年代末，四川与青海、玉门、新疆成为中国四大石油天然气基地。1958年在南充建立了国内第二所石油院校四川石油学院（今西南石油大学）。
- 1960年代，川中威远气田成为当时中国最大气田。
- 1976年4月，位于四川东部地台区的武胜县完成了中国第一口超深井“女基井”，井深6011米。
- 1977年四川相国寺气田发现高产气井，奠定了四川大气田的地位。
- 2002年之后，相继在达州、广安、重庆等地发现了普光、广安、大天池、合川等千亿立方米以上特大气田，而且探明储量还望随着勘探继续增加。
- 2007年以来，中国页岩气的开发区域重点即在云贵川、蒙陕、皖浙、苏北等地，2012年3月国内第一口页岩气水平井四川省威远县境内顺利完井。

## 地质储量
至2008年底，四川油气田已探明天然气地质储量1.72万亿立方米，占全国的26.8%，居第二位；远景资源量7.19万亿立方米，占全国的12.8%，居第三位。其中大型气田14个，中型气田13个。

## 主要产区
- 川东北：普光、南充
- 川西北：江油、梓潼、新场
- 川中：威远、自贡、广安
- 川北：广元、巴中
- 重庆：长寿、开江、忠县
- 川南：泸州、宜宾

## 资源开发地位
- 依托四川油气田资源的川滇渝地区是全国最大的天然气工业基地，拥有云天化、泸天化等大型化工企业。2004年四川油气田成为中国首个天然气产量超百亿立方米的产气区。
- 2004年起，四川油气田开始向湖北、湖南两省供气，“川气出川”实现。
- 2006年，四川油气田油气当量超过1000万吨。
- 2010年，普光气田正式投产，开始向从普光至上海的主输气干线沿线供气，“川气东送”实现。
- 预计到2020年，四川境内仅三大页岩气开发区的页岩气总产将达520亿立方米。